# جون فلين (لاعب كريكت)
جون فلين (29 يونيو 1890 بسيدني في أستراليا - 28 مايو 1952) (بالإنجليزية: John Flynn)‏ هو لاعب كريكت أسترالي.

## وصلات خارجية
- جون فلين (لاعب كريكت) على موقع إي آس بي آن كريك إنفو (الإنجليزية)